# Franz Callenbach
Franz Callenbach SJ (* 10. Januar 1663 in Dittwar bei Tauberbischofsheim; † 3. Februar 1743 in Bamberg) war ein jesuitischer Autor satirischer Schuldramen der Barockzeit.

## Leben
Der Vater von Franz Callenbach war zeitweise Amtsschreiber in Tauberbischofsheim und dann 1680 Amtskeller in Gamburg. Er hieß Christoph Callenbach, gestorben 1717, die Mutter hieß Anna Katharina, sie starb 1721. Callenbach wuchs in Dittwar bei Tauberbischofsheim auf. Franz Callenbach erlernte die Grundlagen der lateinischen Sprache in Tauberbischofsheim, bevor er das Jesuitengymnasium in Würzburg besuchte. Seine weitere Ausbildung erhielt er im Würzburger Jesuitenkolleg, wo er im Frühjahr 1683 zum Magister ernannt wurde. Am 20. Juli desselben Jahres trat er in Mainz in den Jesuitenorden ein. Nach der Probezeit als Novize wurde er 1685 nach Bamberg versetzt, um sich in der Wissenschaft und Lehrbefähigung weiter auszubilden. Von 1685 bis 1690 lehrte er am Bamberger Jesuitengymnasium (1685/1686 lehrte er Grammatik, 1687 Poetik, 1689/1990 Rhetorik), um anschließend seine theologischen Studien an der Universität Würzburg fortzusetzen. Nachdem er zwischen 1690 und 1694 Theologie studiert hatte, wurde er 1694 zum Priester geweiht. 
1694 berief ihn der Orden als Erzieher der katholischen Mitglieder des Reichskammergerichts nach Wetzlar. Für die zahlreichen Familien des höchsten Gerichts in Wetzlar musste erst eine ordentliche Schule gegründet werden. Franz Callenbach erhielt 1694 den Auftrag zu deren Gründung. Er leitete die Schule zuerst allein, was sich schwierig gestaltete, da alle Konfessionen vertreten waren. Zugleich war er der Hauptprediger. In diesem Amt verblieb er mehr als ein Vierteljahrhundert. 1697 war er Prinzenerzieher im hessischen Wanfried bei Eschwege, 1698 Lehrer am Bamberger Jesuitenkolleg, zuerst für Mathematik, dann für Logik und Philosophie. 1702 war er Missionar im elsässischen Hagenau, 1703–1721 oblagen ihm in Wetzlar wieder die alten Aufgaben.
Die verheerenden Zustände am damaligen Reichskammergericht boten reichlich Stoff für seine acht satirischen Komödien, die im Laufe seiner Amtszeit immer wieder neu gedruckt werden mussten und sich großer Beliebtheit bei den aufführenden Schülern wie auch ihren Eltern im Zuschauerraum erfreuten. 1721 wurde er nach Würzburg zurückberufen, wo er als Rektor und Novizenmeister des Würzburger Jesuitenkollegs wirkte. 1725 wurde er Seelsorger, zeitweilig auch Sekretär des oberrheinischen Ordensprovinzials in Bamberg, in Heidelberg und Mainz; ab 1734 war er wieder in Bamberg, wo er am 3. Februar 1743 im Alter von achtzig Jahren verstarb.

## Stil
Callenbachs Komödien sind ausnahmslos in einem makkaronischen Mischmasch aus Latein und Deutsch verfasst und tragen Titel wie Wurmatia Wurmland, sub Tropico Cancri, Genealogia Nisibitarum/Nisi-Stamm-Baum, Uti ante hac auf die alte Hack, und Quasi Vero, der Hinckende Bot, stets mit der Wetzlarer Gerichtsbürokratie als Zielscheibe. In seinen satirischen Komödien macht sich Franz Callenbach auch auf seine Art über die in seinem Umfeld gegebenen Unsitten und Laster lustig. Die Verehrung des Tabaks veranlasst ihn beispielsweise zum satirischen Tabak-Ordens-Gesang und zur Tabak-Ordensregel. Seine Ausführungen sind gekennzeichnet durch eine scharfe Beobachtungsgabe und die anschauliche Schilderung.